# Grovräfflad astartemussla
Grovräfflad astartemussla (Astarte sulcata) är en musselart som först beskrevs av Emanuel Mendez da Costa 1778.  Grovräfflad astartemussla ingår i släktet Astarte och familjen Astartidae. Arten är reproducerande i Sverige. Inga underarter finns listade i Catalogue of Life.